# Casi Navidad
Almost Christmas (Casi Navidad en Hispanoamérica) es una comedia dramática estadounidense de 2016 escrita y dirigida por David E. Talbert. Está protagonizada por Kimberly Elise, Mo'Nique, Nicole Ari Parker, Gabrielle Union, Keri Hilson, Jessie Usher, Danny Glover, Omar Epps, John Michael Higgins, DC Young Fly y Romany Malco

## Sinopsis
Walter Meyers (Danny Glover) un ingeniero automotriz, que recientemente ha quedado viudo, invita a sus cuatro hijos y sus respectivas familias, a pasar la Navidad en su casa, para tener así una celebración tradicional. De esta manera busca que, Cheryl (Kimberly Elise), Rachel (Gabrielle Union), Christian (Romany Malco) y Evan (Jessie Usher), pasen cinco días bajo el mismo techo.  
Cheryl, una doctora y la hija mayor, llega para las vacaciones con su esposo Lonnie (JB Smoove), un jugador de baloncesto previamente famoso, que poco después de llegar a la ciudad, desarrolla interés por Jasmine (Keri Hilson), una vendedora. Christian, el segundo hijo, lucha por equilibrar la campaña para convertirse en congresista y el deseo pasar tiempo con su familia. Mientras tanto, Rachel, la tercera hija, lucha para mantenerse económicamente debido a su reciente divorcio y estudiar para convertirse en abogada. Por último, Evan, un exitoso jugador de fútbol americano, que se está recuperando de una lesión en el hombro, lucha contra la adicción al medicamento para el dolor. 

## Reparto
- Danny Glover como Walter Meyers.[1]
- Keon Rahzeem Mitchell como Walter Meyers (joven).
- A. Sebrena Farmer como Grace Meyers.
- Rachel Kylian como Grace Meyers (joven).
- Kimberly Elise como Cheryl Meyers.[2]
- Romany Malco como Christian Meyers.[3]
- Gabrielle Union como Rachel Meyers.[4]
- Jessie Usher como Evan Meyers.[5]
- Mo'Nique as Tía May Deveraux Johnson-Davis.[6]
- J.B. Smoove como Lonnie Maclay.[7]
- Nicole Ari Parker como Sonya Meyers.[8]
- Omar Epps como Malachi.[9]
- Nadej K. Bailey como Niya.
- John Michael Higgins como Andy Brooks.
- DC Young Fly como Eric.
- Keri Hilson como Jasmine.[10]
- Gregory Alan Williams como Pastor Browning.
- Gladys Knight como Dorothy.
- Tara Jones como Lucy.
- Jeff Rose como Brian.
- Ric Reitz como Coach Packer.
- Marley Taylor como Dee Meyers.

## Producción
El 27 de abril de 2015, se anunció que Universal Pictures había comprado el guion de comedia A Meyers Thanksgiving de David E. Talbert.con Will Packer produciendo a través de Will Packer Productions. La película fue titulada por primera vez A Meyers Christmas, con su trama basada en las vacaciones de Navidad. En abril de 2016, Universal Pictures anunció que el título de la película sería Almost Christmas.
El casting para la película se realizó a fines de 2015, en Atlanta, Georgia.

## Lanzamiento
El lanzamiento de la película fue programado para el 11 de noviembre de 2016. El 14 de abril de ese año se lanzó un avance de la misma.

### Taquilla
Casi Navidad fue lanzada junto con La Llegada y Shut In, y se esperaba que recaudara alrededor de $15 millones de 2,376 salas de cine en su primer fin de semana. Recaudó $15.6 millones de dólares para el fin de semana, terminando cuarto en la taquilla.

### Crítica
En Rotten Tomatoes, la película tiene una calificación de aprobación del 50% basada en 66 reseñas, con una calificación promedio de 5.33/10. El consenso crítico del sitio dice: "Aunque lejos de ser el peor drama navideño que el público podría esperar, Casi Navidad no es lo suficientemente distintiva como para provocar una visita al teatro, o visitas anuales de yuletide". En Metacritic, que asigna una calificación normalizada, la película tiene una puntuación promedio ponderada de 55 de 100, basada en 27 críticos, lo que indica "críticas mixtas o promedio".

### Nominaciones
Mo'Nique fue nominada en la categoría de Mejor Actriz de Reparto en los NAACP Image Awards de 2017.